# Petasos

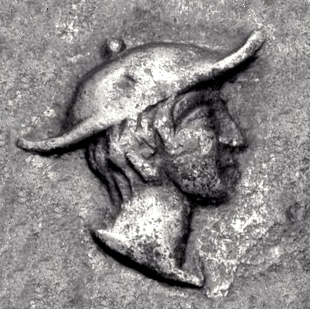
Muž s petasem

Petasos byl ve starověkém Řecku a v kulturně blízkých oblastech Středomoří nošený plochý klobouk z plsti nebo slámy s širokou okrouhlou krempou sloužící jako ochrana proti slunci. Byl pokládán za typický pro venkovské oblasti nebo pro pocestné. Ve výtvarném umění je jedním z atributů boha Herma.